# Yuka Tsujiyoko
Yuka Tsujiyoko (辻横 由佳, Tsujiyoko Yuka, née Yuka Bamba) est une compositrice et musicienne japonaise. Elle est principalement connue pour son travail dans le milieu du jeu vidéo, particulièrement pour les séries Fire Emblem et Paper Mario ainsi que d'autres jeux développés par Intelligent Systems dont elle était employée de 1990 à 2001.

## Biographie
Tsukiyoko est née à Uji, dans la préfecture de Kyoto, au Japon. Elle commence à étudier le piano à l'école maternelle, puis compose sa première composition originale au lycée à l'occasion de ses cours de musique. Après son parcours universitaire à Osaka, dont elle sort diplômée en ingénierie électronique, elle travaille comme programmeuse dans une société de développement de logiciels. Elle rejoint Intelligent Systems en 1990, où elle est la seule compositrice, et se voit donc chargée de la composition de sa première bande-son de jeu vidéo : Fire Emblem: Shadow Dragon & the Blade of Light sur Famicom, le premier volet de la série.
Elle reste employée par Intelligent Systems jusqu'en 2001, quelques mois après la sortie de Paper Mario sur Nintendo 64 dont elle a également composé la bande-son, après quoi elle lance sa carrière en freelance. Elle continue toutefois de collaborer avec son ancien employeur sur les séries Paper Mario et surtout Fire Emblem dont elle est la seule personne avec Tohru Narihiro, l'actuel producteur de la série, à être créditée au générique de l'ensemble des dix-sept jeux principaux à l'heure actuelle, bien qu'elle n'occupe plus qu'un rôle de supervision depuis l'épisode The Sacred Stones.
Dans un entretien en 2001, Tsujiyoko cite parmi ses influences musicales le guitariste américain de jazz Pat Methany et le compositeur de musique de jeu vidéo Hirokazu Tanaka, qui a été son mentor durant la composition de la bande-son de Fire Emblem: Shadow Dragon & the Blade of Light. Au cours de leur travail commun sur les cinq premiers jeux de cette série, elle mentionne également le game designer Shouzou Kaga et sa passion pour la création de jeux comme une grande source d'influence et d'inspiration.

## Activités
| Année | Jeu                                             | Plateforme          | Rôle                  |
| ----- | ----------------------------------------------- | ------------------- | --------------------- |
| 1990  | Fire Emblem: Shadow Dragon & the Blade of Light | Famicom             | Musique               |
| 1990  | Backgammon                                      | Famicom             | Musique               |
| 1992  | Fire Emblem Gaiden                              | Famicom             | Musique               |
| 1992  | Battle Clash (en)                               | Super Nintendo      | Musique               |
| 1993  | Metal Combat: Falcon's Revenge (en)             | Super Nintendo      | Musique               |
| 1994  | Fire Emblem: Mystery of the Emblem              | Super Nintendo      | Musique               |
| 1996  | Fire Emblem: Genealogy of the Holy War          | Super Nintendo      | Musique               |
| 1996  | Tetris Attack                                   | Game Boy            | Musique               |
| 1998  | Super Famicom Wars                              | Super Famicom       | Assistance sonore     |
| 1999  | Fire Emblem: Thracia 776                        | Super Famicom       | Musique               |
| 2000  | Paper Mario                                     | Nintendo 64         | Musique               |
| 2002  | Fire Emblem: The Binding Blade                  | Game Boy Advance    | Musique               |
| 2003  | Fire Emblem: The Blazing Blade                  | Game Boy Advance    | Musique               |
| 2004  | Paper Mario: La Porte millénaire                | Gamecube            | Musique               |
| 2004  | Croket! Great Jikuu no Boukensha                | Game Boy Advance    | Musique               |
| 2004  | Fire Emblem: The Sacred Stones                  | Game Boy Advance    | Supervision musicale  |
| 2005  | Fire Emblem: Path of Radiance                   | Gamecube            | Supervision musicale  |
| 2007  | Fire Emblem: Radiant Dawn                       | Wii                 | Supervision musicale  |
| 2008  | Super Smash Bros. Brawl                         | Wii                 | Arrangements musicaux |
| 2008  | Fire Emblem: Shadow Dragon                      | Nintendo DS         | Supervision musicale  |
| 2010  | Fire Emblem: New Mystery of the Emblem          | Nintendo DS         | Supervision musicale  |
| 2012  | Fire Emblem: Awakening                          | Nintendo 3DS        | Supervision musicale  |
| 2014  | Super Smash Bros. for Nintendo 3DS / for Wii U  | Nintendo 3DS, Wii U | Arrangements musicaux |
| 2015  | Pokémon Picross (en)                            | Nintendo 3DS        | Musique               |
| 2015  | Fire Emblem Fates                               | Nintendo 3DS        | Supervision musicale  |
| 2017  | Fire Emblem Heroes                              | iOS, Android        | Supervision musicale  |
| 2017  | Fire Emblem Echoes: Shadows of Valentia         | Nintendo 3DS        | Supervision musicale  |
| 2018  | Super Smash Bros. Ultimate                      | Nintendo Switch     | Arrangements musicaux |
| 2019  | Fire Emblem: Three Houses                       | Nintendo Switch     | Supervision musicale  |
| 2023  | Fire Emblem Engage                              | Nintendo Switch     | Supervision musicale  |